# 亚斯米拉·日巴尼奇
亚斯米拉·日巴尼奇（塞爾維亞-克羅埃西亞語發音：[jasmǐla ʒbǎːnitɕ]，1974年12月19日—），波斯尼亚电影导演、编剧、制片人。代表作《旅行之歌》（2006）和《艾达，怎么了？》（2020）。

## 生平
1974年12月19日，日巴尼奇在萨拉热窝出生，就读于当地学校，在萨拉热窝表演艺术学院取得学位。随后前往担任，在佛蒙特州面包和木偶剧场当木偶表演者，又在李德隆（Lee De Long）工作坊担任小丑。1997年，她回到波黑，创立艺人协会“Deblokada”（波斯尼亚语，意为“去除阻塞”），以协会名义制作多部纪录片、视频艺术作品及短片。其作品经常到世界各地的电影节展出，包括2000年斯洛文尼亚Manifesta 3、2003年伊斯坦布尔双年展和2004年卡塞尔弗里德里西亚努姆美术馆展。自那时起，她制作了多部备受好评的长片电影。

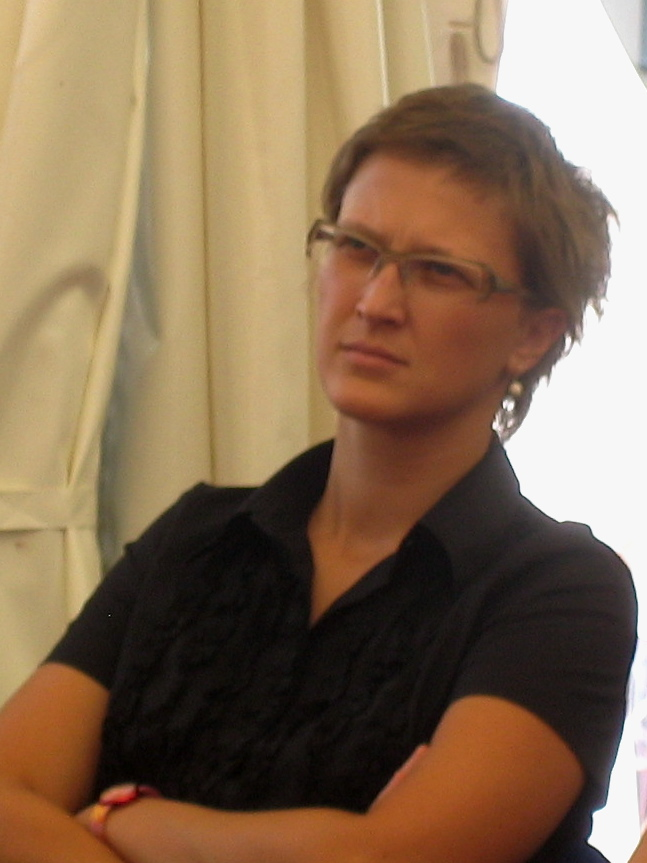
2007年8月薩拉熱窩電影節

2006年，她凭借电影《旅行之歌》斩获第56届柏林国际电影节金熊奖、国际电影竞赛展评审团大奖、欧洲电影奖最佳欧洲电影奖和最佳女主角奖。讲述萨拉热窝一对年轻夫妇关系的2010年电影《爱的旅途上》在第60屆柏林影展放映。
2020年战争剧情片《艾达，怎么了？》赢得第50届鹿特丹影展观众奖、2021年哥德堡电影节最佳国际影片奖和第36屆獨立精神獎最佳外國影片獎，入选第77屆威尼斯影展主竞赛单元。另外，影片还获第74届英国电影学院奖最佳外語片提名，日尼巴奇凭借该片获最佳导演提名。2021年3月15日，日巴尼奇获第93屆奧斯卡金像獎最佳國際影片獎提名。2021年12月11日，日尼巴奇在第34届欧洲电影奖上赢得最佳最佳导演奖。

## 作品主题
日巴尼奇的电影主要对准波黑人民，利用电影探讨她人生中的各种问题。她深知自己要和其他地区大量高水平电影竞争。她所塑造的角色不单纯是“非黑即白”，都是真实但不简单的人物，既有软弱一面，也有勇敢坚韧的一面，不存在严格意义上的圣人和英雄。2017年，日尼巴奇签署了克罗地亚人、塞尔维亚人、波斯尼亚人和蒙特內哥羅人共同发起的《通用语言宣言》。

## 电影作品

### 电影
| 年份 | 影片                  | 导演 | 编剧 | 制片 | 爛番茄评分 | Metacritic评分 |
| ---- | --------------------- | ---- | ---- | ---- | ---------- | -------------- |
| 1995 | Autobiografija        | 是   | 是   | 否   |            |                |
| 1997 | Poslije, poslije      | 是   | 是   | 否   |            |                |
| 1998 | Noć je, mi svijetlimo | 是   | 是   | 是   |            |                |
| 1998 | Ljubav je...          | 是   | 是   | 否   |            |                |
| 2000 | Red Rubber Boots      | 是   | 是   | 是   |            |                |
| 2003 | Sjećaš li se Sarajeva | 是   | 是   | 否   |            |                |
| 2003 | 角落里的照片          | 是   | 是   | 否   |            |                |
| 2004 | 生日                  | 是   | 是   | 否   |            |                |
| 2006 | 旅行之歌              | 是   | 是   | 否   | 98%        | 71%            |
| 2010 | 爱的旅途上            | 是   | 是   | 否   |            |                |
| 2013 | 为了那些没有故事的人  | 是   | 是   | 是   |            |                |
| 2014 | 萨拉热窝一日          | 是   | 否   | 是   |            |                |
| 2014 | 爱之岛                | 是   | 是   | 否   |            |                |
| 2017 | 男人不哭              | 否   | 否   | 是   |            |                |
| 2020 | 艾达，怎么了？        | 是   | 是   | 是   | 100%       | 97%            |

### 电视剧
| 年份 | 电视剧     | 集数 | 导演 | 编剧 | 制片人 |
| ---- | ---------- | ---- | ---- | ---- | ------ |
| 待定 | 最後生還者 | 待定 | 是   | 否   | 否     |

## 奖项
| 年份 | 大奖             | 奖项             | 作品                  | 结果 | 参考   |
| ---- | ---------------- | ---------------- | --------------------- | ---- | ------ |
| 1998 | 薩拉熱窩電影節   | 特别奖           | Noć je, mi svijetlimo | 獲獎 | [ 19 ] |
| 2003 | 萨格勒布纪录片节 | 大邮票奖         | 角落里的照片          | 獲獎 | [ 19 ] |
| 2006 | 柏林国际电影节   | 金熊奖           | 旅行之歌              | 獲獎 | [ 19 ] |
| 2006 | 柏林国际电影节   | 天主教人道精神奖 | 旅行之歌              | 獲獎 | [ 19 ] |
| 2006 | 柏林国际电影节   | 和平电影奖       | 旅行之歌              | 獲獎 | [ 19 ] |
| 2010 | 柏林国际电影节   | 金熊奖           | 在爱情路上            | 提名 | [ 19 ] |
| 2020 | 威尼斯国际电影节 | 金獅獎           | 艾达，怎么了？        | 提名 | [ 19 ] |
| 2021 | 鹿特丹国际电影节 | 观众奖           | 艾达，怎么了？        | 獲獎 | [ 19 ] |
| 2021 | 哥德堡电影节     | 最佳国际影片奖   | 艾达，怎么了？        | 獲獎 | [ 19 ] |
| 2021 | 獨立精神獎       | 最佳外國影片     | 艾达，怎么了？        | 獲獎 | [ 19 ] |
| 2021 | 英国电影学院奖   | 最佳导演         | 艾达，怎么了？        | 提名 | [ 19 ] |
| 2021 | 英国电影学院奖   | 最佳外語片       | 艾达，怎么了？        | 提名 | [ 19 ] |
| 2021 | 奧斯卡金像獎     | 最佳國際影片     | 艾达，怎么了？        | 提名 | [ 19 ] |
| 2021 | 欧洲电影奖       | 最佳影片         | 艾达，怎么了？        | 獲獎 |        |
| 2021 | 欧洲电影奖       | 最佳导演         | 艾达，怎么了？        | 獲獎 |        |
| 2021 | 欧洲电影奖       | 最佳编剧         | 艾达，怎么了？        | 提名 |        |